# Yambo
Yambo, pseudonimo di Enrico de' Conti Novelli da Bertinoro (Pisa, 5 giugno 1874 – Firenze, 29 dicembre 1943), è stato uno scrittore, illustratore, regista, autore di fumetti, marionettista e giornalista italiano, noto soprattutto per i suoi libri per ragazzi.
Personalità eclettica, è stato uno degli autori di spicco di letteratura popolare in italiano della prima metà del Novecento. Grazie alla sua produzione fantastico-avventurosa, pubblicata soprattutto nelle riviste, oltre che al suo film Un matrimonio interplanetario del 1910, è considerato inoltre uno degli anticipatori della fantascienza in Italia.

## Biografia

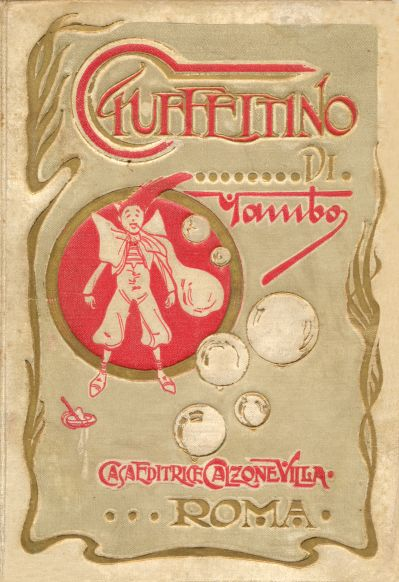
Ciuffettino (1908)

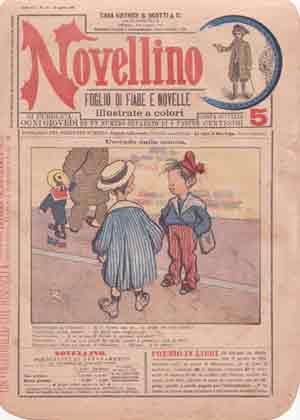
Copertina della rivista per ragazzi Il Novellino (1907) illustrata da Yambo.

Di famiglia nobile (patrizio di San Marino), era figlio del grande attore Ermete Novelli e dell'attrice Lina Marazzi. Intorno al 1894 collaborava già a La Sera di Milano come giornalista e illustratore, inserendo i propri "pupazzetti", come li chiamava, a completamento dei propri articoli. Pupazzetto fu anche il nome del mensile illustrato pubblicato a Roma da Gandolin fra il 1886 e il 1890, poi diretto da Yambo a partire dall'anno 1900. Collaborò inoltre al Novellino, prima di passare direttore al quotidiano fiorentino La Nazione. Collaborò poi al settimanale satirico Numero edito tra il 1914 e il 1922 (n. 57 del 24 gennaio 1915) e al settimanale illustrato Il Balilla fra il 1925 e il 1931.
L'attività principale però fu quella di scrittore per ragazzi: nel 1902 pubblicò Le avventure di Ciuffettino, il suo romanzo illustrato più noto; altre opere furono Gomitolino, Lo scimmiottino verde, I filibustieri della lumaca.  Numerose furono le sue opere che anticiparono il genere fantascientifico, dove descriveva viaggi straordinari per terra (Due anni in velocipede, 1899, Gli eroi del Gladiator, 1900, avventure su una ferrovia transafricana, Capitan Fanfara. Il giro del mondo in automobile, 1904, Fortunato per forza! o Il talismano delle 100.000 disgrazie, 1910), per mare (Atlantide - I figli dell'abisso, 1901, una spedizione in sommergibile in fondo al mare alla scoperta dei superstiti del continente perduto), nello spazio (Dalla Terra alle stelle (1890), Gli esploratori dell'infinito, 1906, capolavoro fantastico dello scrittore, viaggio spaziale di due giornalisti filantropi nel sistema solare a cavallo di un asteroide (con un incontro con i marziani), La colonia lunare, 1908, con una spedizione di una avveniristica astronave sulla Luna popolata di vita nel fondo dei crateri e l'inizio della sua colonizzazione, Il re dei mondi, 1910; Luna paese incomodo, 1944; nell'infinitamente piccolo (L'atomo, 1912); tra i dinosauri (L'allevatore di dinosauri ovvero L'uovo di pterodattilo, 1926).
Fu un precursore anche nell'ambito del cinema italiano di fantascienza: scrisse, diresse e interpretò il film cortometraggio muto del 1910 Un matrimonio interplanetario, una commedia che rappresenta probabilmente l'esordio del cinema italiano nel genere fantascientifico.
Scrisse e disegnò alcune delle prime storie fantascientifiche a fumetti della storia del fumetto italiano a metà degli anni trenta per riviste come Topolino.
Morì per un attacco cardiaco nel 1943 durante un bombardamento aereo su Firenze. È sepolto nel cimitero di Soffiano. Almeno due suoi romanzi e vari racconti furono pubblicati postumi.

## Satira
Fin dal suo esordio nel giornalismo, giovanissimo Yambo si distingue subito «come prosatore "brillante", sempre pronto allo sberleffo irriverente e provocatorio. Fu tra i fondatori del famoso periodico Il Travaso». Ricco di fantasia «tentò di porsi sulle orme di Verne narrando avventure fantastiche dove però la divulgazione scientifica scivolava nella mirabolante e incredibile fandonia».

## Influenza culturale

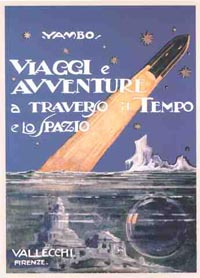
Viaggi e avventure attraverso il tempo e lo spazio (1933), un libro a metà tra narrativa fantastica e divulgazione, antesignano del filone dell'"archeologia misteriosa".

Diretta fonte di ispirazione per il giovane Yambo alle prese con il suo primo romanzo illustrato - Dalla terra alle stelle - furono, come si evince dal titolo, i due romanzi di poco precedenti del francese Henry de Graffigny, De la terre aux étoiles, voyage dans l'infini, 1882 e dell'italiano Ulisse Grifoni, Dalla Terra alle stelle. Viaggio meraviglioso di due italiani ed un francese, 1887.
In Viaggi e avventure attraverso il tempo e lo spazio (1933), un libro a metà tra narrativa fantastica e divulgazione rivolto prevalentemente a un pubblico giovanile, Novelli trattò temi come la ricerca della perduta Atlantide e altri misteri destinati a essere sviluppati trent'anni dopo nel filone dell'"archeologia misteriosa" da Peter Kolosimo.
Yambo è anche il nome del protagonista del libro di Umberto Eco La misteriosa fiamma della regina Loana.

## Opere

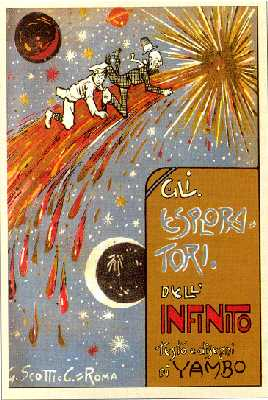
Gli esploratori dell'infinito (1906), capolavoro fantastico di Yambo

I titoli elencati in questa sezione e la loro partizione nelle sottosezioni sono basate su:
- Mario Novelli, Ricordiamo Yambo, Firenze, Centro biobibliografico scrittori e artisti toscani Firme nostre, 1982.
- Giannino Stoppani e Cooperativa culturale (a cura di), Yambo, Bologna, Grafis, 1987.
- Beppe Dell'Aquila [et al.], Yambo: un eclettico tra due secoli, Torino, Little Nemo, 1996.[11]

L'elenco delle opere comprende, in aggiunta al titolo, all'anno di edizione, all'editore e al luogo di pubblicazione, l'indicazione di riedizioni e ristampe e annotazioni dei curatori della bibliografia che, per quanto non omogenee, sono utili al fine di ricostruire la produzione letteraria dello scrittore.   

### Romanzi di avventure e di fantascienza

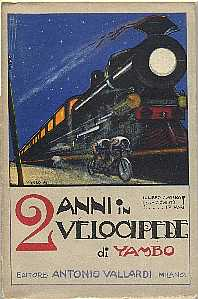
Due anni in velocipede (1899)

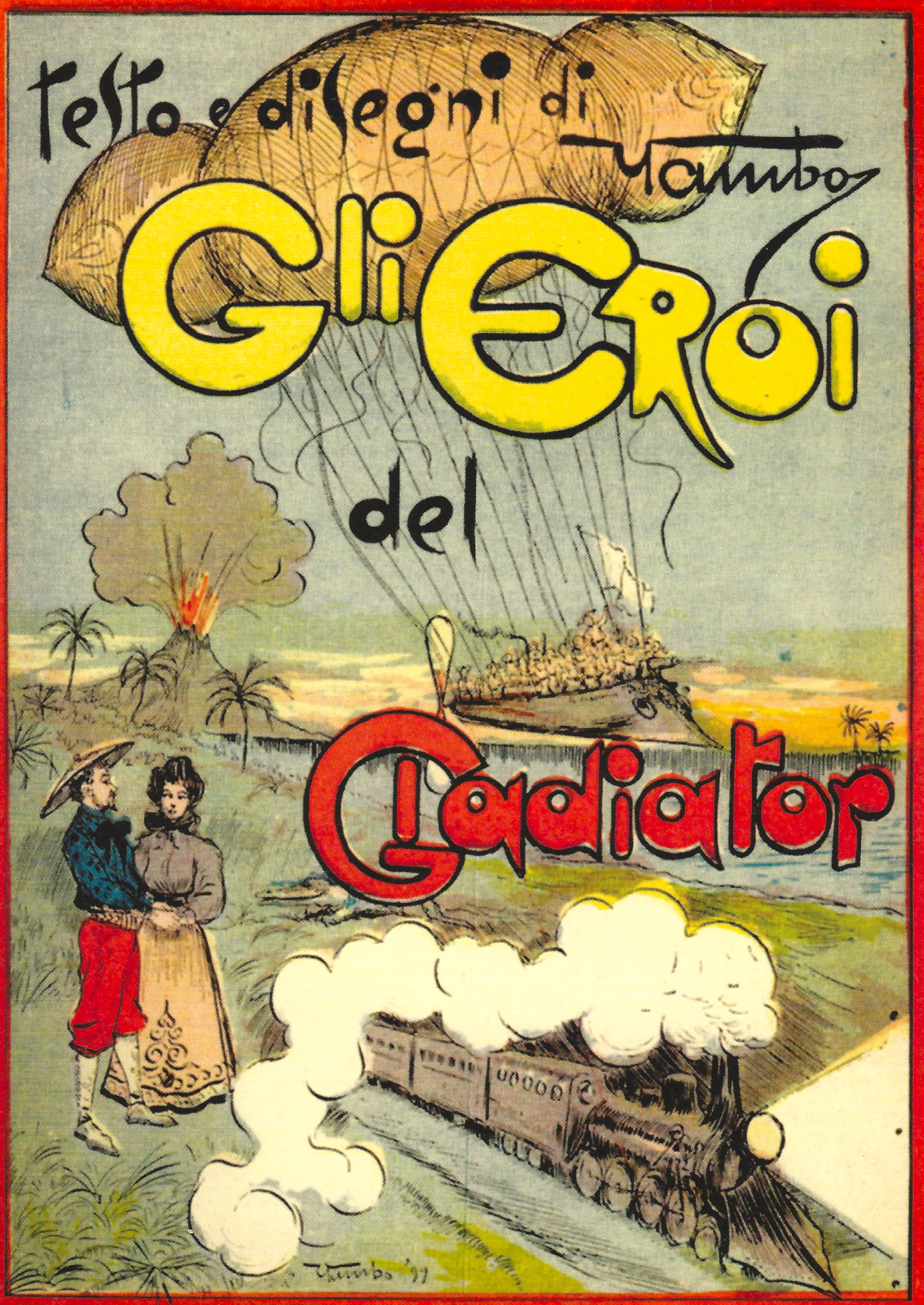
Gli eroi del Gladiator (1900)

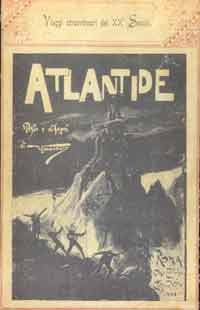
Atlantide (1901)

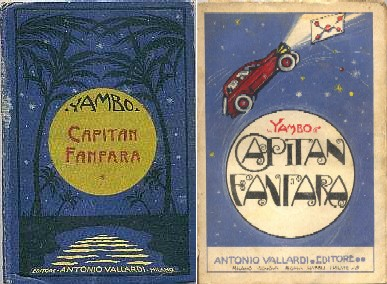
Capitan Fanfara (1904)

- Viaggi meravigliosi d'uno zio e d'un nipote, Inedito, 1888. 343 p., 56 disegni. Fantascienza. Manoscritto.
- Attraverso all'infinito, Inedito, 1889. 112 p. Fantascienza. Manoscritto.
- Dalla Terra alle stelle, Firenze, Salani, 1890. 1 disegno. Fantascienza.
- Capitano Audax, Roma, Perino, 1896. 151 disegni. Avventure incredibili. Prefazione di Ermete Novelli.
- Due anni in velocipede, Genova, Donath, 1899. Riedito da Vallardi, Milano, nel periodo 1926-1937. 122 disegni. Giro del mondo in tandem.
- Gli eroi del Gladiator, Roma, Calzone-Villa, 1900. Riedito da Vallardi, Milano, nel periodo 1926-1937; da EPIDEM, Novara, nel 1976 e Trabant, 2018. 300 disegni. Primo romanzo italiano d'avventure illustrato.
- Atlantide, Roma, Calzone-Villa, 1901. Riedito da G. Scotti, Roma, nel 1912; dal 1924 in varie edizioni da Vallecchi, Firenze, con il titolo I figli dell'abisso. 92 disegni. Il continente scomparso sotto i mari.
- I fratelli della mano rossa, Roma, Calzone-Villa, 1902. Riedito da Vallardi, Milano, nel periodo 1926-1937. 70 disegni. In Cina al tempo dei Boxers.
- Capitan Fanfara. Il giro del mondo in automobile, Roma, Calzone-Villa, 1904. Riedito da Vallardi, Milano, nel periodo 1926-1937; da Einaudi, Torino, nel 1973. 300 disegni. Rifacimento di Capitano Audax
- Alla conquista di un trono, Roma, Scotti, 1904. Riedito da Vallardi, Milano, nel periodo 1926-1937. 70 disegni. In Perù nel 1700.
- Fior di lillà, Roma, Scotti, 1905. Riedito da Vallardi, Milano, nel periodo 1926-1937. 83 disegni. Seguito de I fratelli della mano rossa.
- Manoscritto trovato in una bottiglia, Roma, Scotti, 1905. Riedito da Vallardi, Milano, nel periodo 1926-1937. 91 disegni. Memorie.
- Il tesoro degli Incas, Roma, Scotti, 1906. Riedito da Vallardi, Milano, nel periodo 1926-1937. 36 disegni. Seguito di Alla conquista di un trono.
- Gli esploratori dell'infinito, Roma, Scotti, 1906. 71 disegni. Parodia interplanetare.
- Fortunato per forza, Roma, Scotti, 1907. Riedito da Vallardi, Milano, nel periodo 1926-1937. 46 disegni. Eroicomico.
- Il re dei mondi, Roma, Scotti, 1907.. 1910 in volume. Riedito da Vallardi, Milano, nel periodo 1926-1937. 44 disegni. Seguito di Fortunato per forza.
- La colonia lunare, Genova, Donath, 1908. Riedito da Vallardi, Milano, nel 1932. 120 disegni. Storia d'una ipotesi.
- La rivincita di Lissa, Roma, Scotti, 1909. 98 disegni. Fantasia irredentista.
- Il mammouth, Roma, Scotti, 1909. 49 disegni. Fantastica avventura in Siberia, In collaborazione con Alberto Orsi.
- I filibustieri della Lumaca, Roma, Scotti, 1910. Riedito da Vallardi, Milano, nel periodo 1926-1937. 65 disegni. Corsari in parodia.
- La banda di Carlo Bousset, Roma, Scotti, 1911. Riedito da Vallardi, Milano, nel periodo 1926-1937. 34 disegni. Seguito de Il re dei mondi.
- L'atomo, Roma, Scotti, 1912. Riedito da Vallardi, Milano, nel periodo 1926-1937. 26 disegni. Fantascienza.
- Ruggero il rosso, Roma, Scotti, 1912. 43 disegni. Storia d'un brigante.
- Il nano misterioso, Roma, Scotti, 1912. Riedito da Vallecchi, Firenze, nel 1924. 25 disegni. Avventure in Giappone.
- Un viaggio al centro dell'universo invisibile, Rocca San Casciano, Cappelli, 1919. 18 disegni. Rifacimento de L'atomo.
- L'allevatore di dinosauri, in Giornale illustrato dei viaggi, con 38 disegni, a puntate, Milano, Sonzogno, 1926. Riedizioni: Vallecchi, Firenze, 1947;[6] Stampa alternativa, Roma, 1994.
- Il giro del mondo in 80 mesi, Milano, Mondadori, 1929. 40 disegni. Avventure aviatorie.
- Il Corsaro Giallo, ovvero I filibustieri della Lumaca, Milano, A. Vallardi, 1931. Disegni dell'autore.
- Luna paese incomodo, illustrazioni di Yambo, Firenze, Vallecchi Editore, 1944 [1945?].[5] (postumo)

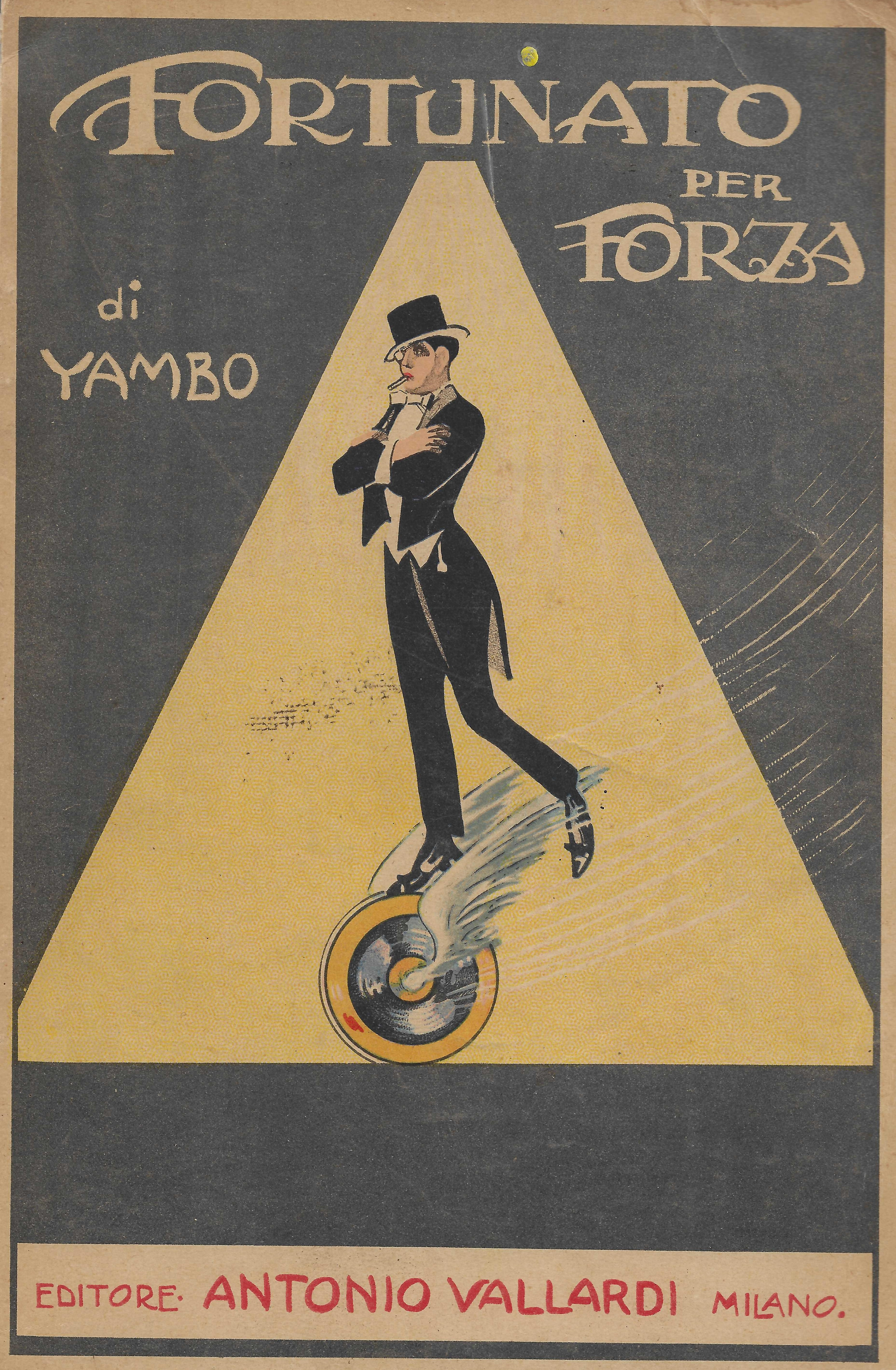
Fortunato per forza! (1907)
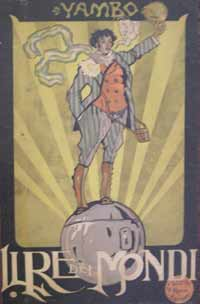
Il re dei mondi (1907)
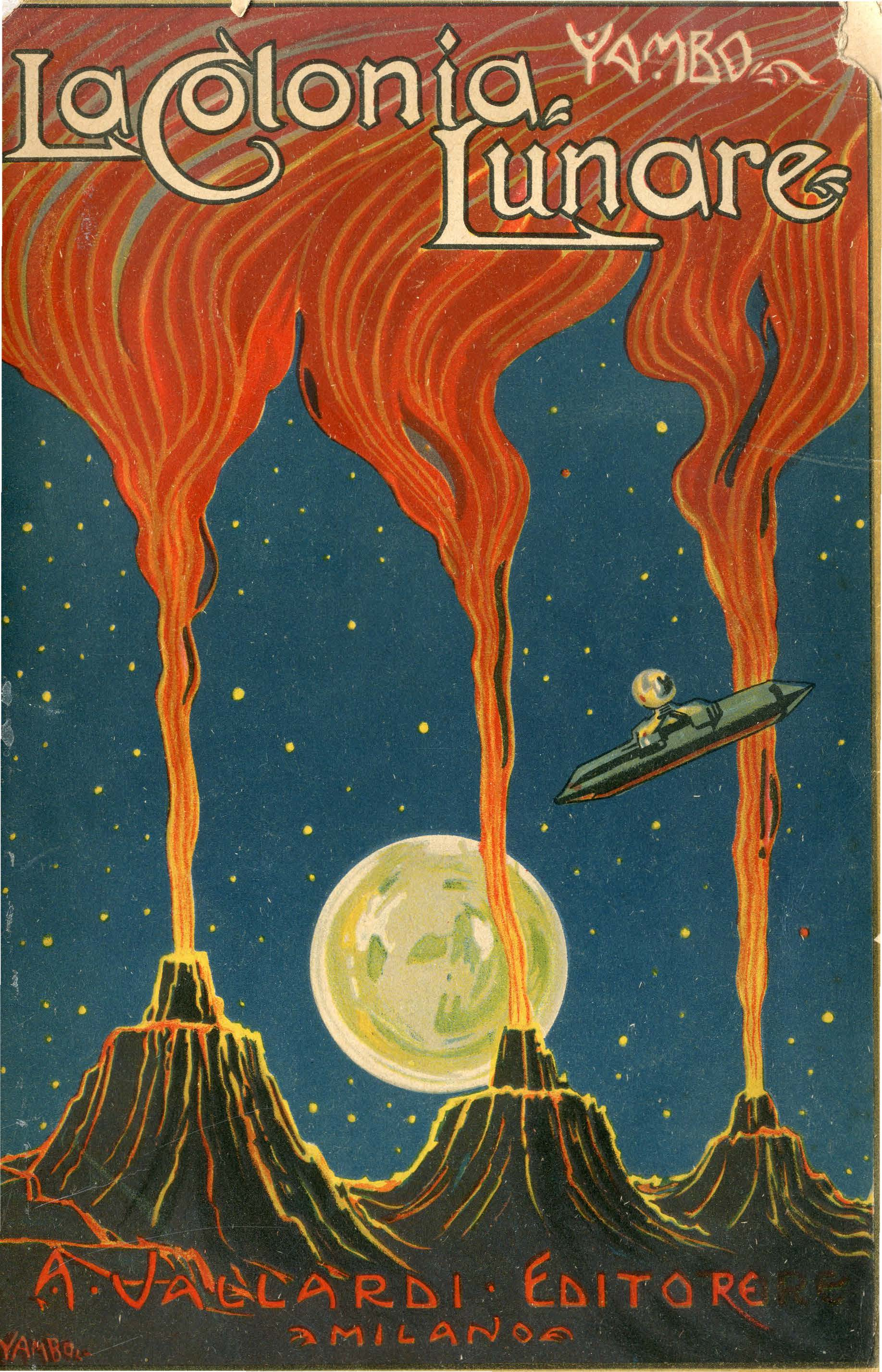
La colonia lunare (1908)
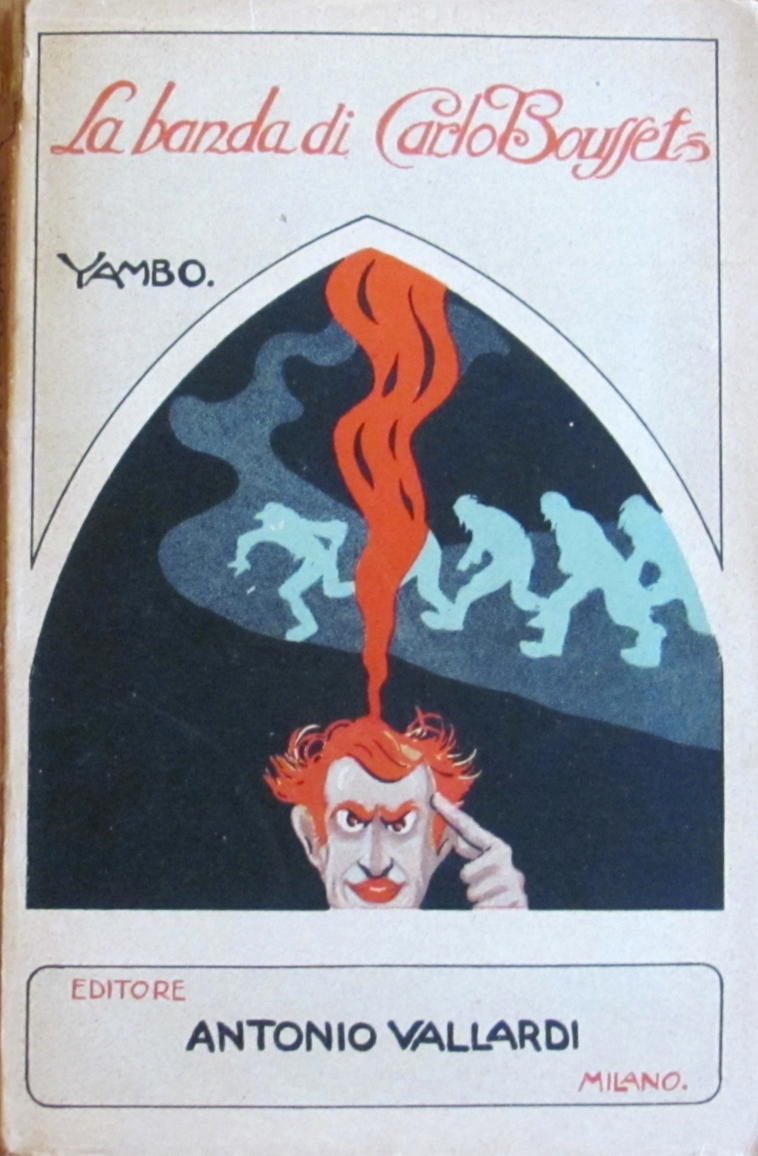
La banda di Carlo Bousset (1911). Copertina dell'edizione del 1921.
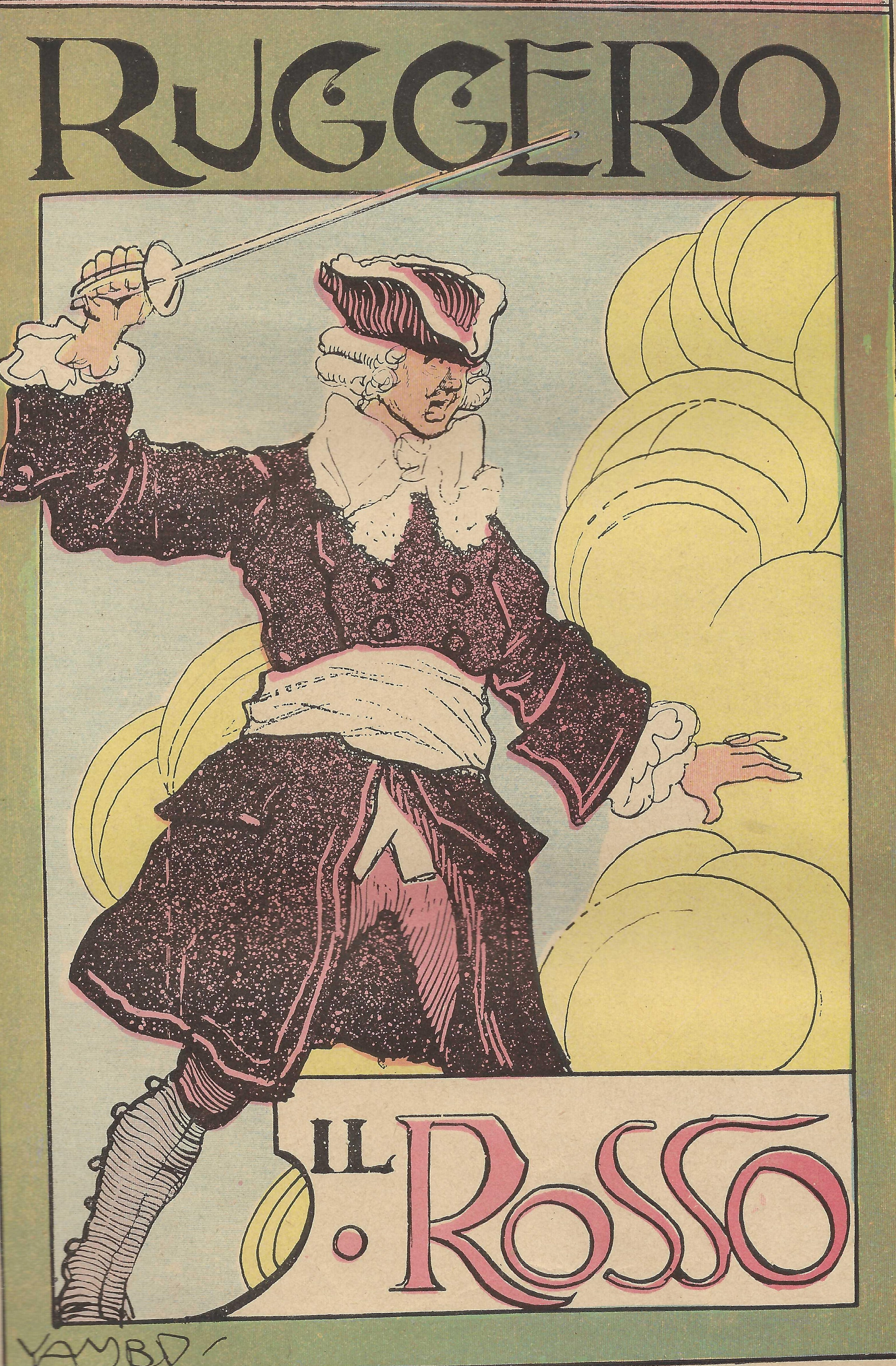
Ruggero il rosso (1912)
- Luna paese incomodo, 1944 [1945?]

### Libri per ragazzi

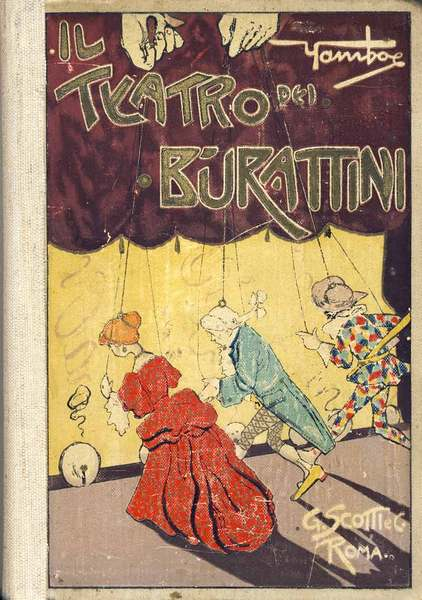
Il teatro dei burattini, 1906

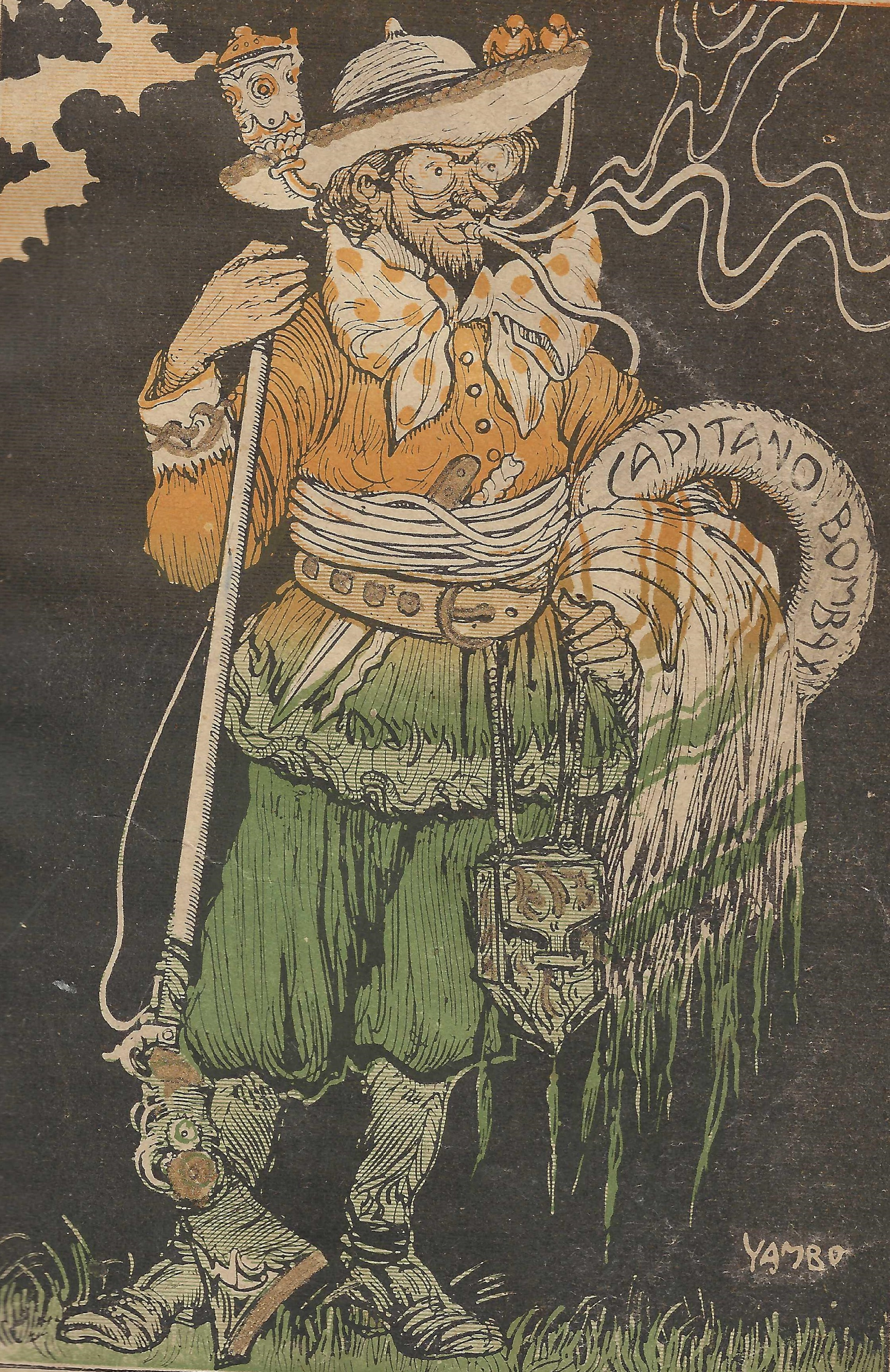
Le avventure del capitano Bombax, 1907

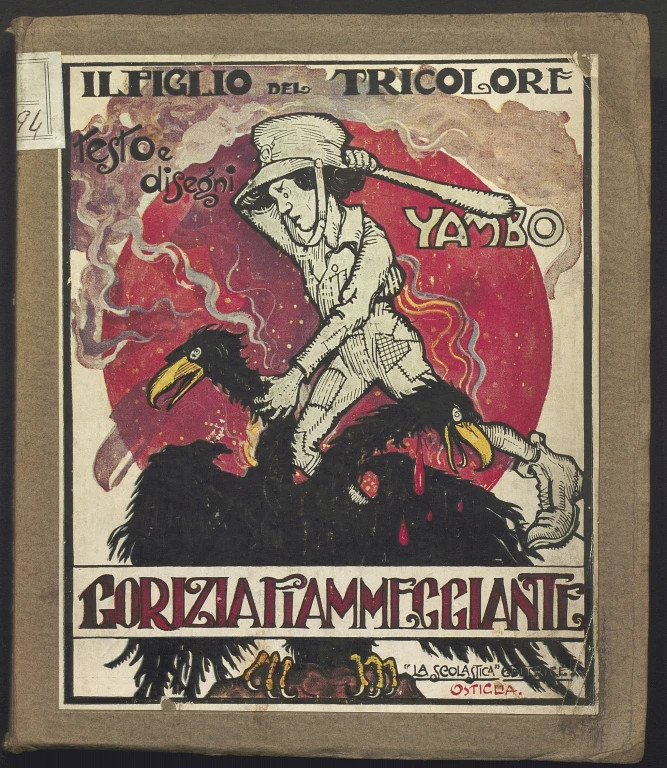
Gorizia fiammeggiante, 1907

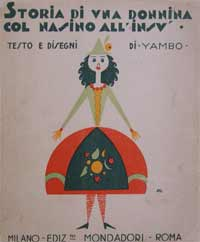
Storia d'una donnina col nasino all'insù, ediz. 1922 (1a ediz. 1919)

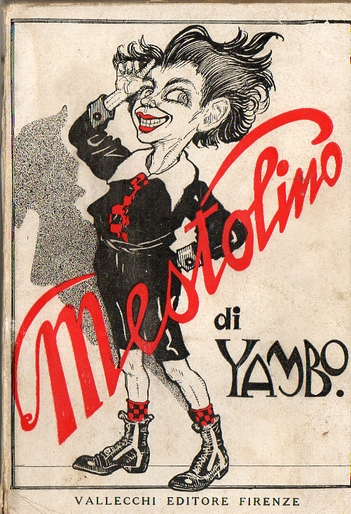
Mestolino, ediz. del 1928 (1a ediz. 1923)

- La rupe misteriosa, Roma, Calzone-Villa, 1901. Ristampato nel 1924 e 1935 con il titolo "Il piccolo fante di Santa Gorizia" 19 disegni. Fiaba vincitrice del concorso "Novellino".
- Ciuffettino, Roma, Calzone-Villa, 1902. Riedito più volte da Vallecchi, Firenze: fino al 1969 con vecchi e nuovi disegni dell'Autore e nel 1971 con fotogrammi televisivi della contemporanea riduzione sul piccolo schermo del popolare romanzo 146 disegni. Storia del celebre monello dal ciuffo.
- I misteri di Cretinopoli, Palermo, Biondo, 1904. 8 disegni. Racconto.
- L'anello della felicità, Palermo, Biondo, 1904. 10 disegni. Racconto.
- Pendolino, Palermo, Biondo, 1904. 13 disegni. Racconto.
- Burchiello l'amico di Ciuffettino, Roma, Scotti, 1905. Riedito da Vallardi, Milano, nel periodo 1926-1937. 153 disegni. Seguito indiretto al n. 2.
- Le avventure di Pallino, Roma, Scotti, 1905. 91 disegni. Storia fiabesca d'una eredità.
- Il teatro dei burattini, Roma, Scotti, 1906. Riedito da Vallardi, Milano, nel periodo 1926-1937. 49 disegni. Manuale di costruzione con tre commediole.
- Nocciolino, Roma, Scotti, 1906. 16 disegni. Racconto.
- Le avventure di Capitan Bombax, Roma, Scotti, 1907. Riedito da Vallecchi, Firenze, nel 1920 col nuovo titolo Il libro delle bombe. 99 disegni. Avventure di un fanfarone.
- La regina dei crisantemi, Roma, Scotti, 1908. 12 disegni. Leggenda in versi.
- Lo scimmiottino verde, Roma, Scotti, 1909. Riedito da Vallardi, Milano, nel periodo 1926-1937. 100 disegni. Seguito indiretto al n. 6.
- L'anello dei faraoni, Roma, Scotti, 1911. 60 disegni. Racconto.
- Il piccolo esploratore, Roma, Scotti, 1912. 1 disegno. Viaggi avventurosi.
- Gomitolino, Torino, STEN, 1913. Riedito da Vallecchi, Firenze, nel 1955. 134 disegni. Storia di un bimbo di grande sentimento.
- Ciuffettino alla guerra, Firenze, La Nazione, 1916. 100 disegni. Seguito indiretto al n. 2.
- Gorizia fiammeggiante, Ostiglia, La Scolastica, 1917. 13 disegni. Racconto irredentista.
- Storia d'una donnina col nasino all'insù, Roma, Mondadori, 1919. 31 disegni. Diario del piccolo figlio Mario.
- Il figlio del tricolore, Ostiglia, La Scolastica, s.d. (ma 1919/20).
- Cuoricino, Roma, Carra, 1922. 9 disegni. Storia d'un ragazzo né troppo ricco né troppo povero.
- Mestolino, Firenze, Vallecchi, 1923. 24 disegni. Storia d'un monello.
- Alla ricerca del paese che non c'è, Bologna, Cappelli, 1924. 11 disegni. Fantasia.
- Le storie di Tizzoncino, Firenze, Vallecchi, 1927. 10 disegni. Fiabe.
- Il talismano delle 100.000 disgrazie, San Casciano, Società editrice Toscana, 1928. 54 disegni, rifacimento del n. 13.
- Tutto di tutto, Milano, Vallardi, 1928. 212 disegni. Fiabe, giuochi, varietà.
- L'arcipelago della fantasia, Milano, Mondadori, 1930. Tradotto in slavo, fu pubblicato a Sarajevo con il titolo "Tajastveni otok". 35 disegni. Rifacimento del n. 14.
- Io voglio esser campione di..., Milano, Vallardi, 1931. 131 disegni. Novelle e racconti di sport.
- Ciuffettino Balilla, Firenze, Vallecchi, 1931. 98 disegni. Rifacimento del n. 16.
- Titì e Tutù, Firenze, Vallecchi, 1932. 101 disegni. Storia di due monelli dell'ottavo giorno.
- Campane d'Italia, Firenze, Vallecchi, 1933. 100 disegni. Voci, leggende, canzoni regionali.
- Le avventure di Ciuffettino, Firenze, Vallecchi, 1933. Prima edizione per i ragazzi del tempo mussoliniano (con nuovi disegni).
- La ghitina dagli occhi blu, Milano, Mondadori, 1940. 12 disegni. Fiaba moderna, rotocalco a colori.
- Le avventure di Occhiblu, 1940, Inedito, 1940. 47 disegni. Rielaborazione della precedente.
- Il grande Priccicò, Milano, Corbaccio, 1942. Storia d'un passerotto.
- Ciuffettino re, Milano, La voce del padrone-Columbia-Marconiphone, 1942. 58 disegni. Fiaba con 2 dischi, musica del maestro Consiglio.

Dal 1935 al 1938 la casa editrice Vallecchi pubblicò i seguenti 12 volumetti divulgativi illustrati con foto e 128 disegni dell'Autore per la collana "Impara anche questa": 
- Il cavallino d'acciaio
- I misteri dell'Artide
- Le voci dello spazio
- Si può andare nella Luna?
- Il romanzo di una candela
- Alla scoperta del Polo Sud
- La rinascita dell'Impero
- La nostra Marina
- L'ala d'Italia
- Le nostre terre d'oltremare
- La milizia
- La conquista del mondo ignoto

### Romanzi a sfondo storico

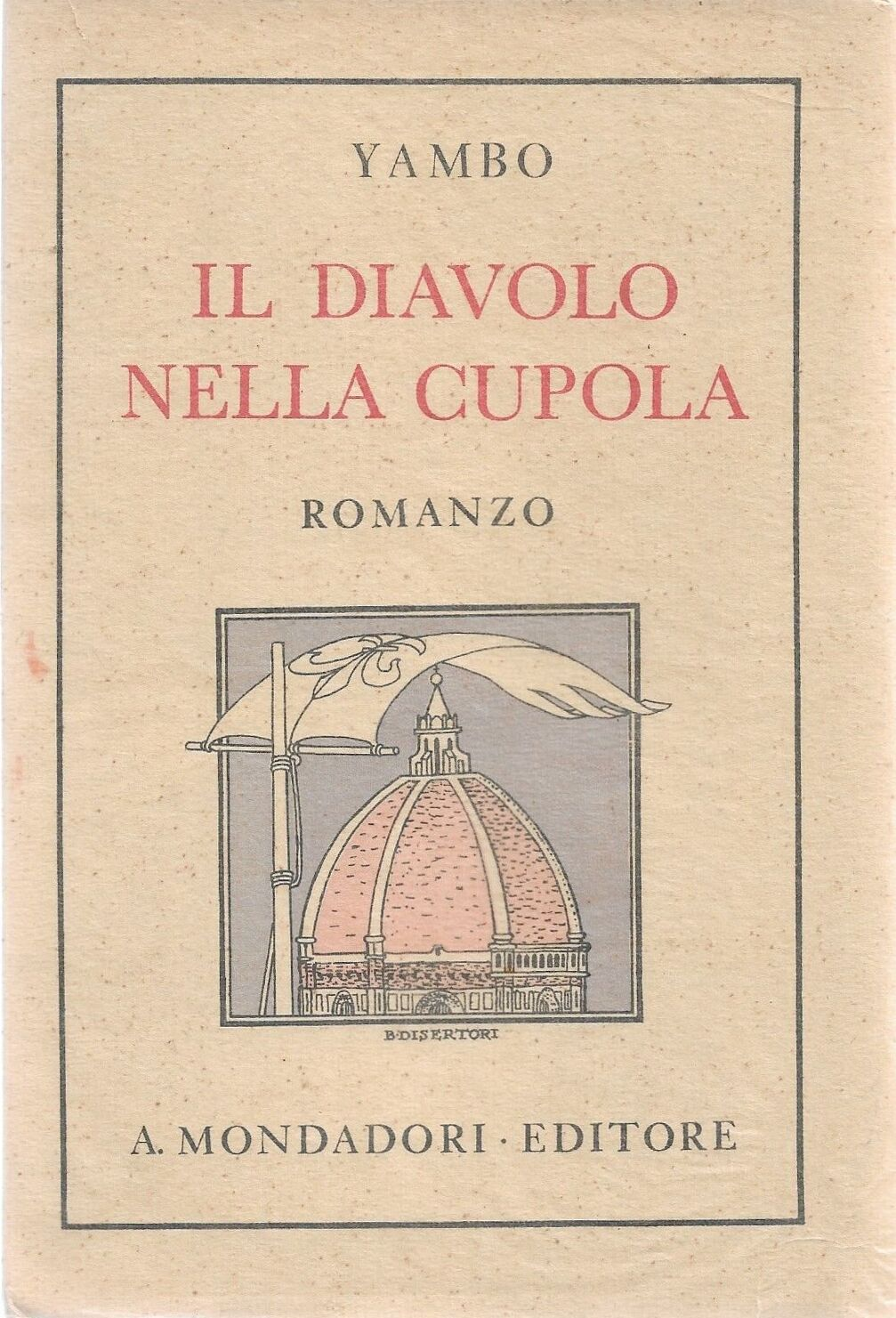
Il diavolo nella cupola, 1930

- L'assedio di Milano, Milano, Inedito, 1887. 41 p., 14 disegni. Manoscritto,
- La fiamma su la balzana, Firenze, Bemporad, 1926. Epopea repubblicana di Siena.
- Il diavolo nella cupola, Milano, Mondadori, 1930. Epopea repubblicana di Firenze.
- Madonna Pisa, Firenze, Bemporad, 1937. Epopea repubblicana di Pisa.
- La dama di Altacomba, Milano, Salani, 1939. Vicenda risorgimentale.
- Il falco della Valdorcia, Milano, Sonzogno, 1939. 18 disegni. Gesta di Ghino di Tacco.
- Santa pirateria. Avventure al tempo delle gesta di Fiume, Firenze, Nerbini, 1939. 62 disegni. Gesta sull'impresa di Fiume.
- L'ombra del reuccio biondo, Firenze, Nerbini, 1942. L'ombra di Corradino di Svevia.
- Madonna Fiorentina, Firenze, Nerbini, 1943. Gesta di Marzia Ubaldini.
- Scaramuccia, Firenze, Nerbini, 1943. Congiura bonapartista a Vienna.
- Fiamme, Firenze, Nerbini, 1944 (postumo). Episodio risorgimentale.

### Altre opere
- Yambo all'esposizione colombiana, Firenze, Il Marciapiede, 1892. 36 disegni. Numero speciale.
- Il pupazzetto campagnolo, Milano, Battezzati, 1893. 30 disegni. Fascicolo di 32 p.
- Il pupazzetto ciclista, Firenze, Mariani, 1895. 47 disegni. Fascicolo di 63 p.
- Ugo il nero, Napoli, De Angelis, 1896. 36 disegni. Leggenda, prefazione di Ermete Novelli.
- Ermete Novelli (a cura di), Album di Yambo, Roma, Raponi, 1899. 100 disegni. Fascicolo di 42 p.
- La guerra nel XX secolo, Roma, La Tribuna, 1899. 41 disegni. Satira politica.
- Francesca da Rimini, Roma, calzone-Villa, 1901. 28 disegni. Parodia dannunziana.
- Memorie pupazzettate di Petronio Pressa, Roma, Scotti, 1903. 24 disegni. Vita di un piccolo borghese.
- La figlia di Jorio, Roma, Scotti, 1904. 43 disegni. Parodia dannunziana.
- L'onorevole in vacanza, Roma, Raponi, 1904. 11 disegni. Satira biografica.
- Giannina Chiantoni, Palermo, Biondo, 1904. 11 disegni. Satira biografica.
- I miracoli del Professor Walton, per terra e per mare, Genova, Donath, 1904. 12 disegni. Racconto.
- Più che l'ardore, Roma, Scotti, 1907. 22 disegni. Parodia dannunziana.
- La trave, Roma, Scotti, 1908. 25 disegni. Parodia dannunziana.
- Don Pompeo Scarani, Roma, La Tribuna, 1908. 12 disegni. Edizione aggiornata del n. 10.
- La vispa Teresa, Firenze, Quattrini, 1914. 19 disegni. Satira galante.
- La conquista di Marte, Firenze, La Nazione, 1918. 2 disegni. Satira antigermanica.
- Pendolino, Palermo, Ires-Biondo, 1918. Racconto meraviglioso.
- Foglietti sparsi narranti la mia vita, Milano, Mondadori, 1919. Ricomposizione dell'autobiografia di Ermete Novelli.
- Le memorie di una sciantosa, Firenze, Nerbini, 1920. 19 disegni. Genere galante.
- I 15.000 metri della mia signora, 2 lire di romanzo, Milano, GEM, 1927. 74 disegni. satira cinematografica.
- Le avventure della pellicola che non finisce mai, Firenze, Nerbini, 1929. 100 disegni. Rielaborazione del precedente.
- Viaggi e avventure attraverso il tempo e lo spazio, Firenze, Vallecchi, 1933. 22 disegni. Realtà e fantasia.
- Silenzio, si gira..., Milano, Valardi, 1947. 12 disegni. Volume di 15 autori tra cui Yambo con 4 racconti.

Imprecisabile il numero delle novelle e dei racconti, alcuni scritti anche in lingua francese e spagnola, pubblicati su giornali e riviste italiani ed esteri.

### Opere figurative

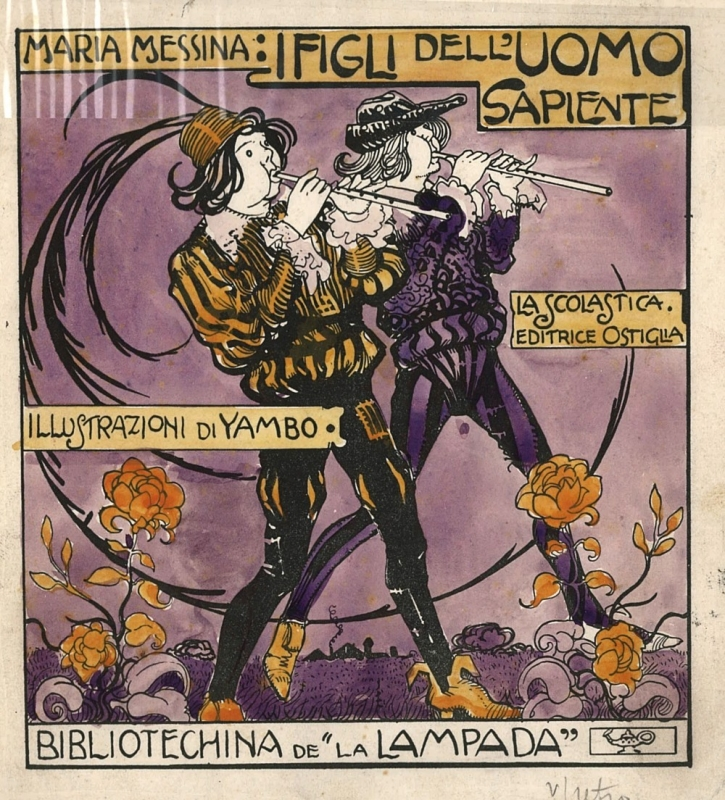
Illustrazione per I figli dell'uomo sapiente, 1915

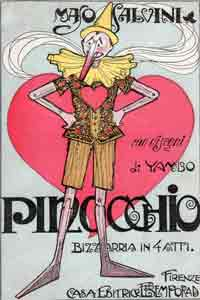
Pinocchio, 1919

Oltre a disegnare vignette e caricature su periodici e quotidiani, a inserire copiosamente disegni e tavole fuori testo in nero e a colori a commento dei propri romanzi o racconti, Yambo dipinse a tempera, a pastello, a olio e fu abile bozzettista e scenografo. 
Illustrò anche i seguenti libri:
- Franco Liberati, In Guittalemme, Roma, Voghera, 1900. 64 disegni.
- Edgar Allan Poe, Gordon Pym, Roma, Calzone-Villa, 1900. 11 disegni.
- Jack la Bolina, Sotto il mare della patria, Roma, Calzone-Villa, 1903. 11 disegni.
- Jonathan Swift, Viaggi di Gulliver, Roma, Scotti, 1905. 28 disegni.
- Il rivale di Giove, Roma, Scotti, 1906. 20 disegni.
- Claudio Tiller, Lo zio Beniamino, Firenze, Casa editrice italiana (già Quattrini), 1911. 19 disegni.
- Elvira Spinelli, Il figlio del minatore, Roma, Scotti, 1911. 58 disegni.
- Maria Messina, I figli dell'uomo sapiente, Ostiglia, La Scolastica, 1915. 18 disegni.
- Momus, Macchiette magistrali, Ostiglia, La Scolastica, 1915. 18 disegni.
- Monellucci e monellacci, Ostiglia, La Scolastica, 1915. 23 disegni.
- Luigi Capuana, Tirituf, Ostiglia, La Scolastica, 1915. 12 disegni.
- Giuseppe Ernesto Nuccio, Profughi (2 v.), Ostiglia, La Scolastica, 1915. 21 disegni.
- Maso Salvini, Pinocchio, Firenze, Bemporad, 1919. 21 disegni.
- Bettino D'Aloia, Ciappettino nel paese dei sordi sapienti, Firenze, Nerbini, 1919. 22 disegni.
- Giovanni Di Giusto, Magarel, Milano, Mondadori, s.d. (ma anni Venti).
- Ornella Quercia Tanzanella, La più bella di tutte, Milano, Mondadori, 1924.
- Miguel de Cervantes, Don Chisciotte, Firenze, Nerbini, 1930. Copertina a rilievo.
- Lorenzo de' Medici, Schio, Tamoni, 1992. 275 copie numerate.

### Fumetti
- Le avventure di Lasagna e di Pippo Betta, Firenze, La Nazione, 1920. Strisce di 6 vignette settimanali.
- Le avventure di Ciuffettino, Firenze, Nerbini, 1934. Albo di 32 p.
- Ciuffettino nella cometa X, Firenze, Nerbini, 1934. A puntate su "Topolino".
- Ciuffettino nell'isola dei falchi neri, Firenze, Nerbini, 1934. A puntate su "Topolino"
- Orlando cuore d'acciaio, Firenze, Nerbini, 1934. Albo di 32 p.
- Gli uomini verdi, Firenze, Nerbini, 1935. Serie a fumetti di fantascienza, a puntate su "Topolino". Riedita nell'album amatoriale "Yambo". Milano, Moscati, 1975.
- La bambola saggia, Firenze, Nerbini, 1935. A puntate su "Cino e Franco".
- Robottino, l'omino d'acciaio, Firenze, Nerbini, 1934. Riedito nell'album amatoriale "Yambo". Milano, Moscati, 1975. A puntate su "I tre porcellini"
- Piccola gloria, Firenze, Nerbini, 1936. A puntate su "Cino e Franco"
- I pionieri dello spazio, Firenze, Nerbini, 1936. Riedito nell'album amatoriale "Yambo". Milano, Moscati, 1975. A puntate su "Topolino"
- Gioietta portafortuna, Firenze, Nerbini, 1937. A puntate su "Topolino" (trama di Yambo, disegni di Rino Albertarelli).
- Makanis, il bandito senza volto, Firenze, Nerbini, 1937. A puntate su "Il Piccolo avventuroso".
- Il segreto dell'oasi di Cufra, Firenze, Nerbini, 1938. Avventuroso.
- Orlando cuor d'acciaio, Firenze, Nerbini, 1938. A puntate su "Pinocchio".
- Oltre le frontiere della civiltà, Firenze, Nerbini, 1939. A puntate su "L'Avventuroso".
- L'anello degli Incas, Firenze, Nerbini, 1939. A puntate su "L'Avventuroso".
- Il falco della Val d'Orcia, Firenze, Nerbini, 1939. Su "L'Avventuroso".
- Giulio Cesare, Firenze, Nerbini, 1940. A puntate sul "Il Piccolo avventuroso".
- Ulisse, Inedito, 1941. Incompleto.
- Marco Polo, Inedito, 1941. Incompleto.

### Giornalismo
L'attività giornalistica, iniziata dall'età di 16 anni e terminata con la sua scomparsa, fu la più congeniale tra le molteplici esplicitate da Yambo. Operò nelle mansioni indicate presso i giornali di seguito elencati:

#### Quotidiani
- Sancio Pancia, Roma. Direttore
- Il Nuovo Giornale, Firenze. Direttore
- La Nazione, Firenze. Redattore capo e vicedirettore per l'edizione serale
- La Sera, Milano. Redattore
- La Vita, Roma. Redattore
- La Tribuna, Roma. Redattore
- Il Mattino, Napoli. Redattore
- Capitan Fracassa, Firenze. Collaboratore
- Il Fanfulla, Firenze. Collaboratore
- Giornale d'Italia, Buenos Aires. Collaboratore
- Don Chisciotte, Roma. Collaboratore
- L'Idea nazionale, Roma. Collaboratore
- Il Giornale d'Italia, Torino. Collaboratore
- La Gazzetta del Popolo, Torino. Collaboratore
- Il Resto del Carlino, Bologna. Collaboratore
- Il Piccolo Titolo, Trieste. Collaboratore
- Il Gazzettino, Venezia. Collaboratore

#### Riviste
- Il Marciapiede, Firenze. Direttore
- Il Pupazzetto, Roma. Direttore
- Il Travaso delle Idee, Roma. Fra i fondatori e direttore
- Novellino, Roma. Redattore
- Letture per la Gioventù, Roma. Redattore
- A. B. C., Napoli. Redattore
- Il Vero Monello, Firenze. Collaboratore
- Il Romanzo Quattrini, Firenze. Collaboratore
- Il 420, Firenze. Collaboratore
- Il Novellino, Roma. Collaboratore
- Le Grandi Firme, Roma. Collaboratore
- Letture, Roma. Collaboratore
- Le Rire dans le Soleil, Paris. Collaboratore
- Numero, Torino. Collaboratore
- Il Giornale Illustrato dei Viaggi, Milano. Collaboratore
- La Lettura, Milano. Collaboratore
- 2 Lire di Romanzo, Milano. Collaboratore
- Noi e il Mondo, Milano. Collaboratore
- Romanzo Mensile, Milano. Collaboratore

### Spettacolo

#### Teatro

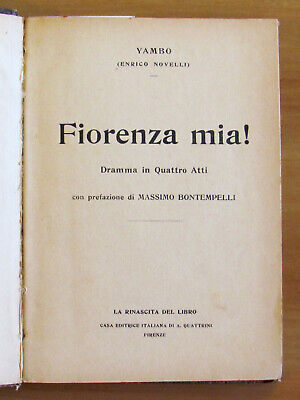
Fiorenza mia!, frontespizio, 1911

- Celebrità, s.l., s.n., 1892. 2 disegni. Vari. Monologo, recitato da Ermete Novelli.
- Notte fatale, 1894. Vari. Monologhi, recitati da Ermete Novelli.
- Un onorevole in vacanza, 1901. Vari. Commedia, recitata da Ermete Novelli.
- Evviva l'automobile!, Roma, Scotti, 1904. Monologo, recitato da Ermete Novelli.
- La principessa Stella, Roma, Scotti, 1908. 10 disegni. Commediola in 3 atti.
- Cagliostro, Roma, Scotti, 1909. 1 disegno. Dramma in 4 atti. Recitato da Ferruccio Garavaglia e da Ermete Novelli.
- Papà Gennaro, Firenze, Nerbini, 1910. Dramma in 3 atti, recitato da Ermete Novelli.
- Fiorenza mia!, Firenze, Quattrini, 1911. 1 disegno. Dramma in 4 atti, recitato da Andrea Niccoli.
- La novella del calcio, Firenze, Baldoni, 1912. 1 disegno. Dramma in 3 atti, recitato da Andrea Niccoli.
- L'assassino, Milano, La Lettura, 1915. 2 disegni. Farsa di 1 atto.
- La cometa, Milano, La Lettura, 1915. Fantasia comica, recitata da Ettore Petrolini.
- La signora tricolore, Roma, OTI, 1915. 1 disegno. Rivista in 3 atti, in collaborazione con E. Corradi.
- La signora Mefistofele, Inedito, 1920. Rivista in 3 atti con musiche di Salvatore Allegra, scritta per Nanda Primavera.
- Ciuffettino mio!, Firenze, Vallecchi, 1926. 17 disegni. Fiaba in 3 atti.
- La bella e la bestia, Firenze, Vallecchi, 1927. 14 disegni. Fiaba in 3 atti.
- Tim il nipote dello zio Tom e la principessa capricciosa, Firenze, Vallecchi, 1928. 5 disegni. Fiaba in 5 atti.
- La Babilonia rivista, Inedito, 1931. Rivista goliardica.
- Cappuccetto Rosso, Firenze, Vallecchi, 1931. Commedia in 3 atti con musiche di Salvatore Allegra.
- Maremma, Firenze, Nemi, 1933. Commedia in 3 atti con musiche di Salvatore Allegra.
- Il mulino stregato, Firenze, Vallecchi, 1942. 2 disegni. Commediola fiabesca.
- Il lupo rosso, Firenze, Vallecchi, 1942. 2 disegni. Commediola fiabesca.

#### Cinema
- Otello, Latium Film, 1909. Riduzione da Shakespeare.
- Un matrimonio interplanetario, Latium Film, 1910. Vicenda fantascientifica. Sceneggiatura, regia e interpretazione.
- 10.000 km per una lettera, Latium Film, 1911. Soggetto e regia.
- Addio felicità!, Giano Film, 1914. Soggetto e regia.
- La bambola di Mimma, Giano Film, 1914. Soggetto e regia. Cast: Edna Novelli, Flora D'Alteno, Luigi Lambertenghi, Giuseppe Ciabattini.
- L'eredità della laguna, Tutino Film, 1914. Soggetto, regia e interpretazione.
- Fiorenza mia!, Novelli Film-Maskera Film, 1914. Adattamento del testo teatrale omonimo, sceneggiatura, regia e interpretazione.

Alcuni critici attribuisco a Yambo anche i seguenti titoli:
- Rhea Sylvia (1908), regia
- Il crocifisso d'ottone (Una storia del secolo XVII) (1909), regia
- Ciuffettino (1910), regia
- Mille chilometri per una lettera (1910), regia
- Il più grande amore (1915), regia

#### Radio
- Dialoghi con Ciuffettino, Genova, EIAR, 1933. Rubrica radiofonica settimanale.
- La sirenetta, Firenze, RAI, 1948 (postumo). Commediole già preparate per l'EIAR.
- Il pirata per inclinazione, Firenze, RAI, 1948 (postumo). Commediole già preparate per l'EIAR.

Nel periodo 1919-1943 Yambo creò un teatro di marionette che ebbe fama internazionale sotto il nome di Fantocci di Yambo e per il quale scrisse e sceneggiò pezzi appositi oltre a rappresentarvi riviste, operette ed opere in parodia.

## Mostre su Yambo
- Yambo: un pioniere della fantascienza italiana fra letteratura, cinema e fumetto, al MUFANT di Torino (dal 19/10/2024). La mostra, curata da Silvia Casolari e Davide Monopoli, espone materiali eterogenei: prime edizioni librarie, riviste, manifesti pubblicitari, fumetti, materiali discografici, estratti televisivi e cinematografici, oltre ad una rarissima marionetta della compagnia dei "Fantocci lirici di Yambo".
- Yambo alla Marucelliana. Tra pagine di giornale e sogni illustrati, alla Biblioteca Marucelliana di Firenze (2 ottobre/15 novembre 2024)